# Мост через Пскову (Северный обход Пскова)
Мост через Пскову́ — мост через реку Пскову на автодороге «Северный обход Пско́ва», на северо-восточной окраине города, на границе с Писковичской волостью Псковского района Псковской области.

## География
Соединяет деревенский микрорайон Пскова Козий Брод на правом берегу Псковы (на Запсковье), с одной стороны, и территорию Писковичской волости (рядом с псковским микрорайоном Лисьи Горки на левом берегу Псковы — к северо-востоку от Любятова), с другой стороны.

## История
Строительство моста началось в 2002 году Мостоотрядом №48. Введён в эксплуатацию в 2007 году. Является частью Северной объездной дороги, которая была открыта 1 ноября 2007 года и соединила Ленинградской шоссе на востоке города и Гдовское шоссе на севере Пскова (на запсковском направлении). В будущем «Северный обход города Пскова» станет частью кольцевой объездной дороги с проектируемым продолжением на юго-запад (на Завеличье) для соединения с Рижским шоссе (а далее через юг — вновь с Ленинградским шоссе).

## Галерея

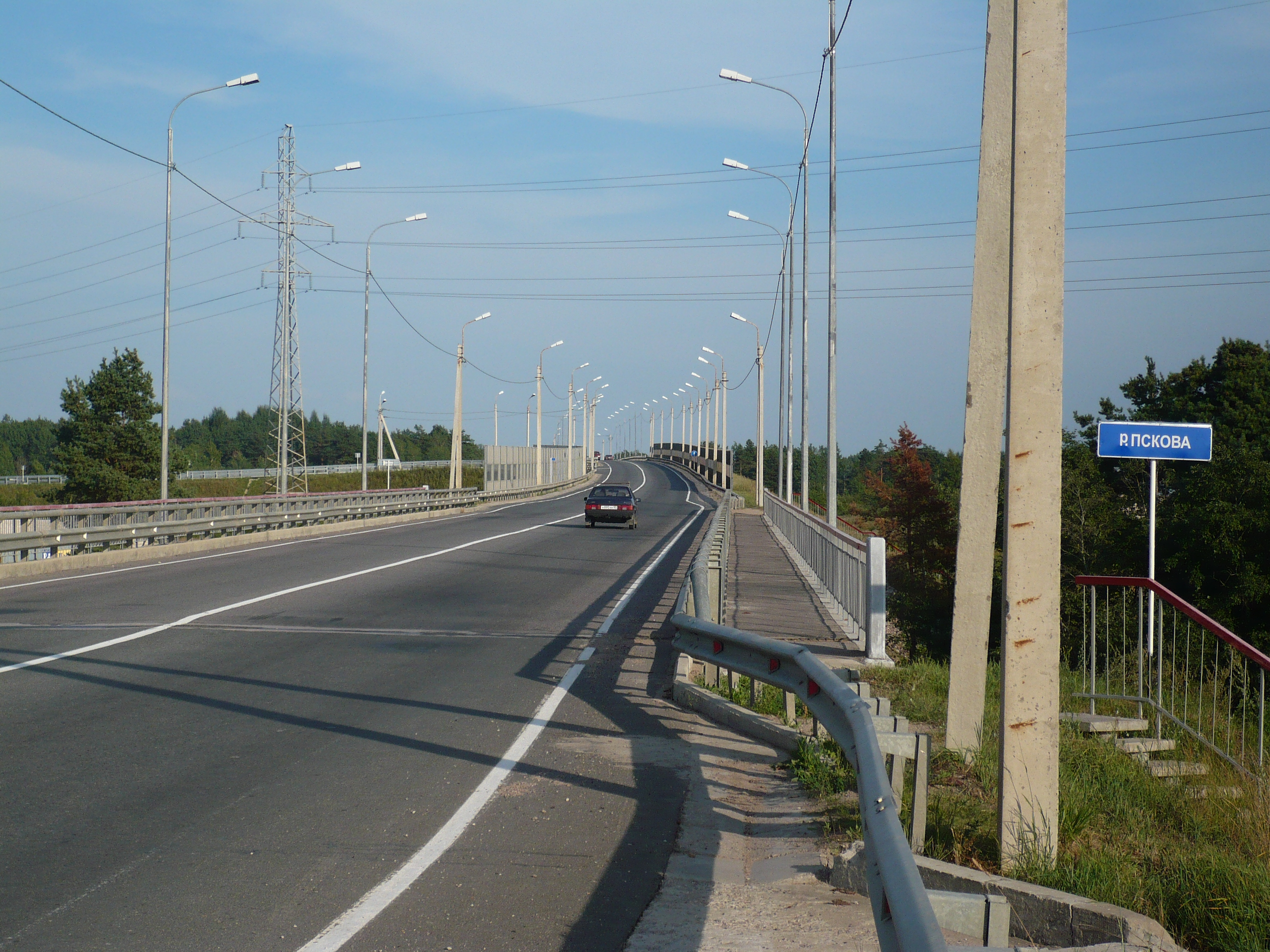
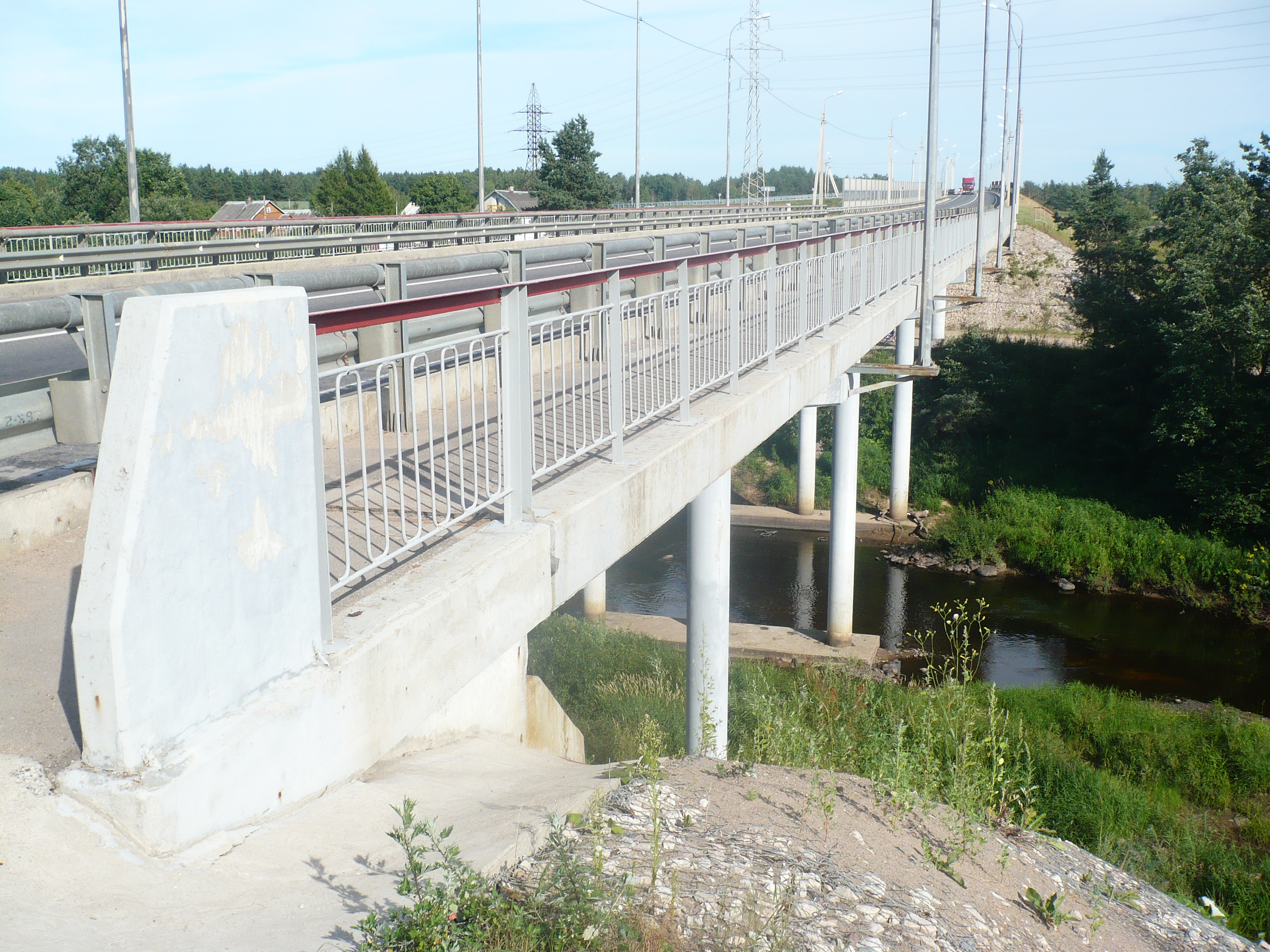
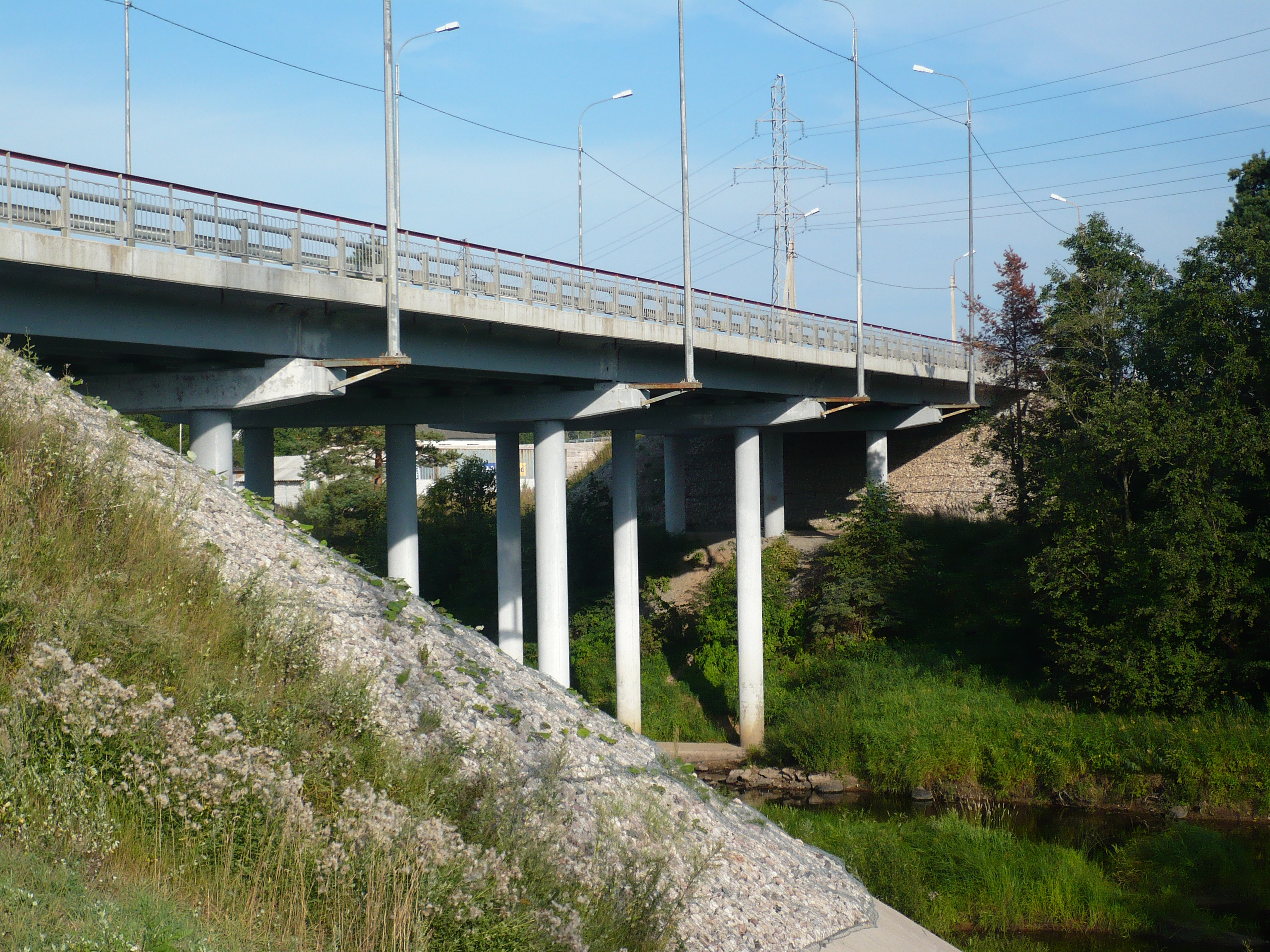
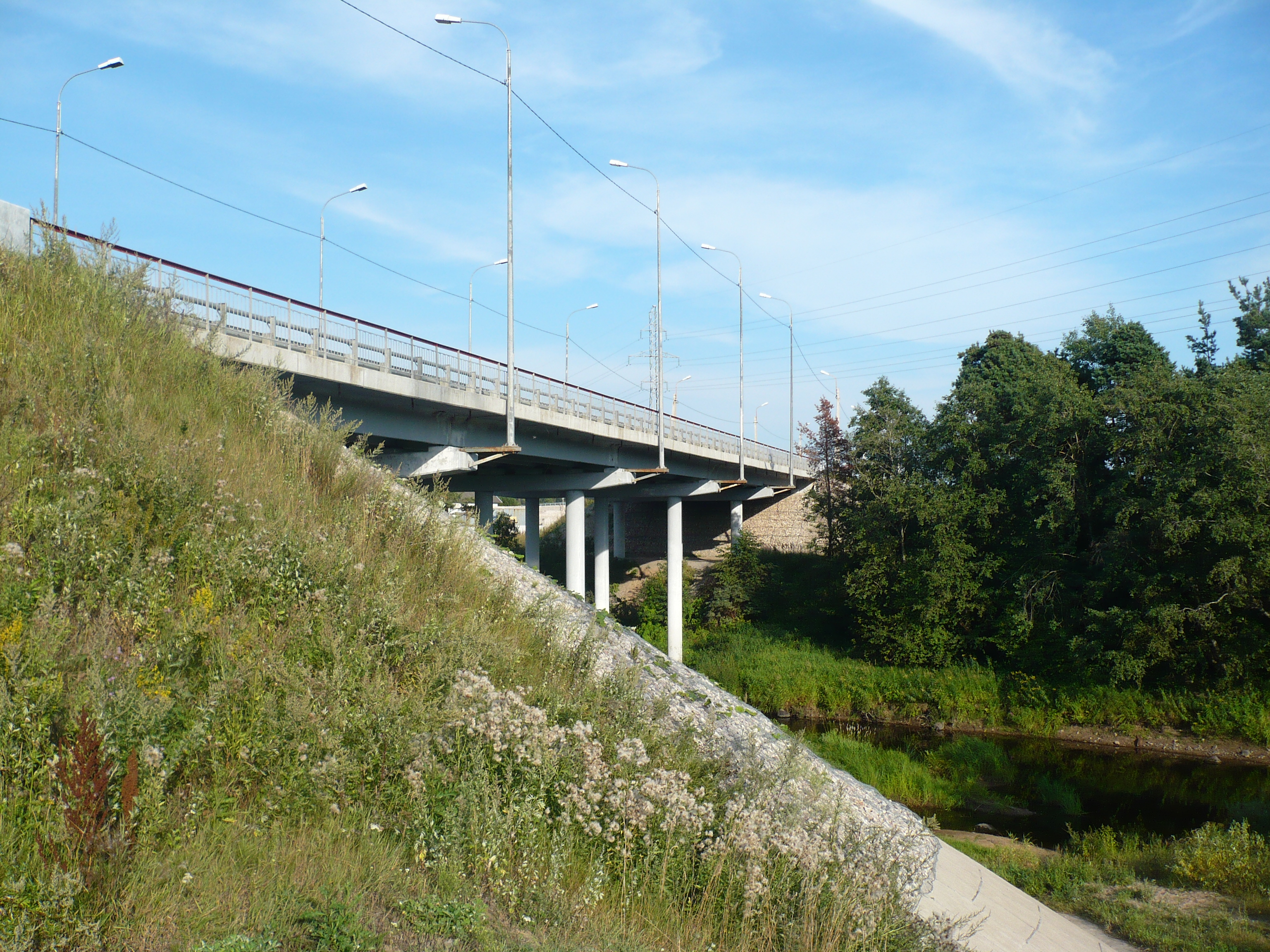
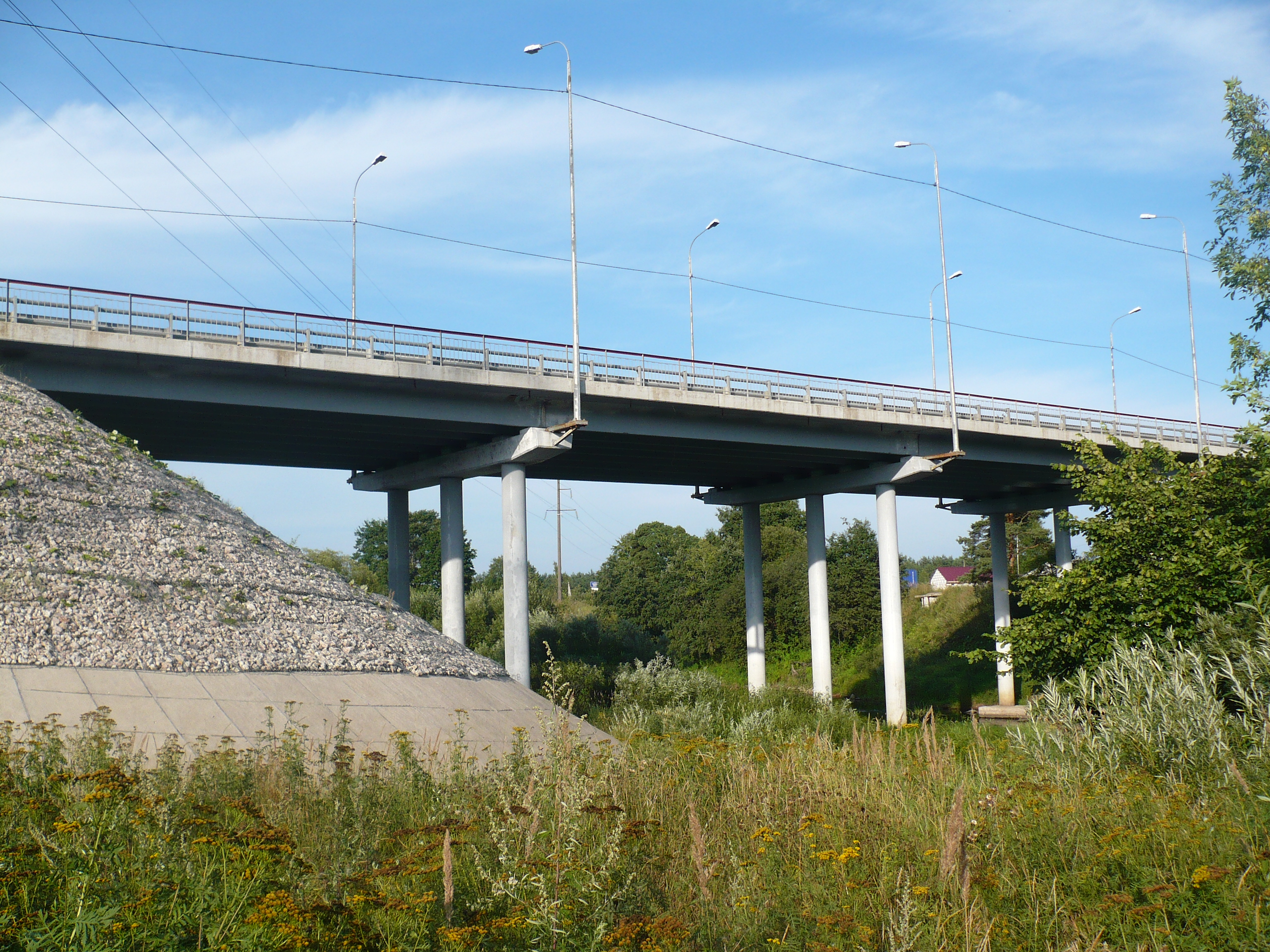
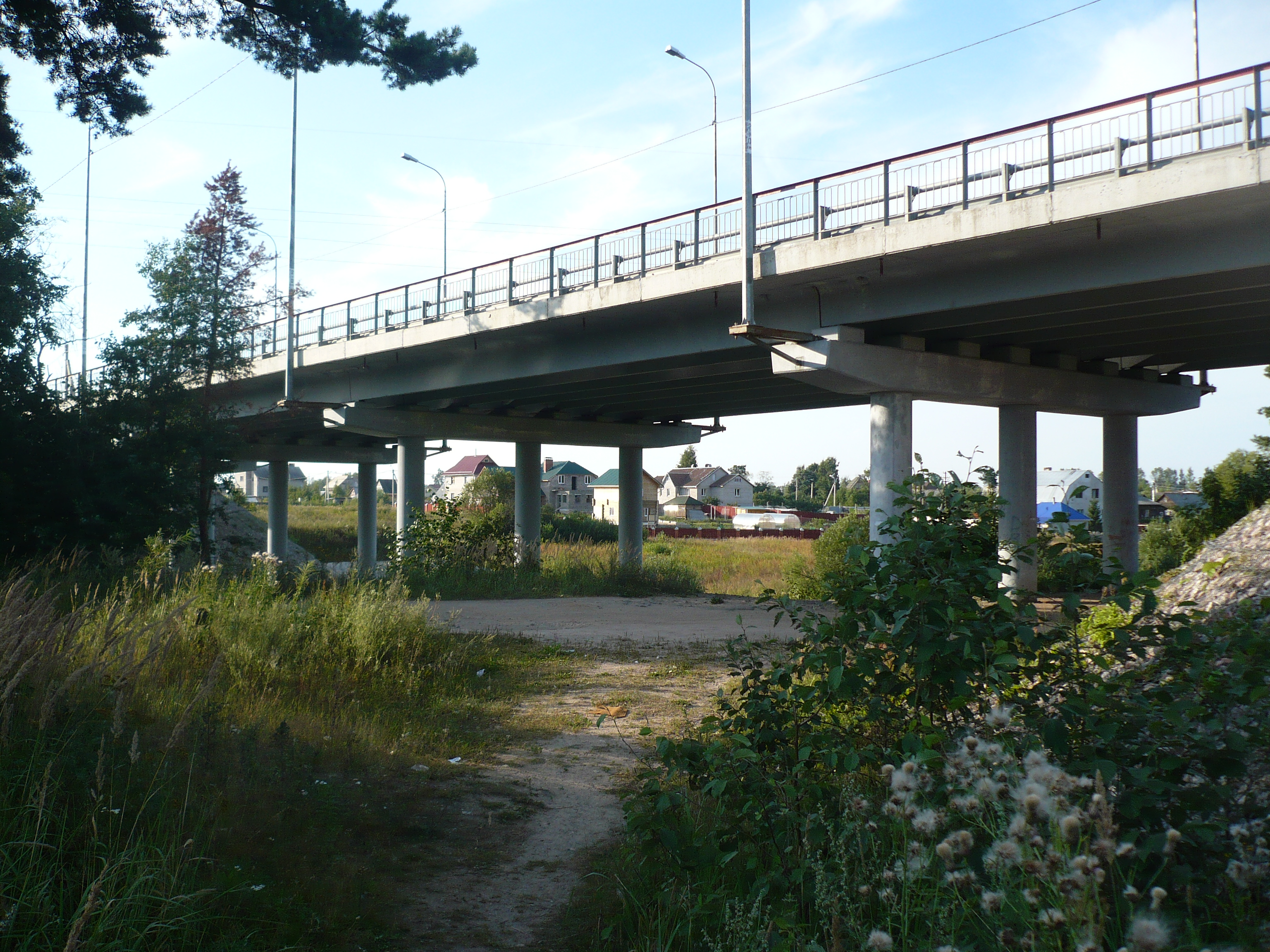
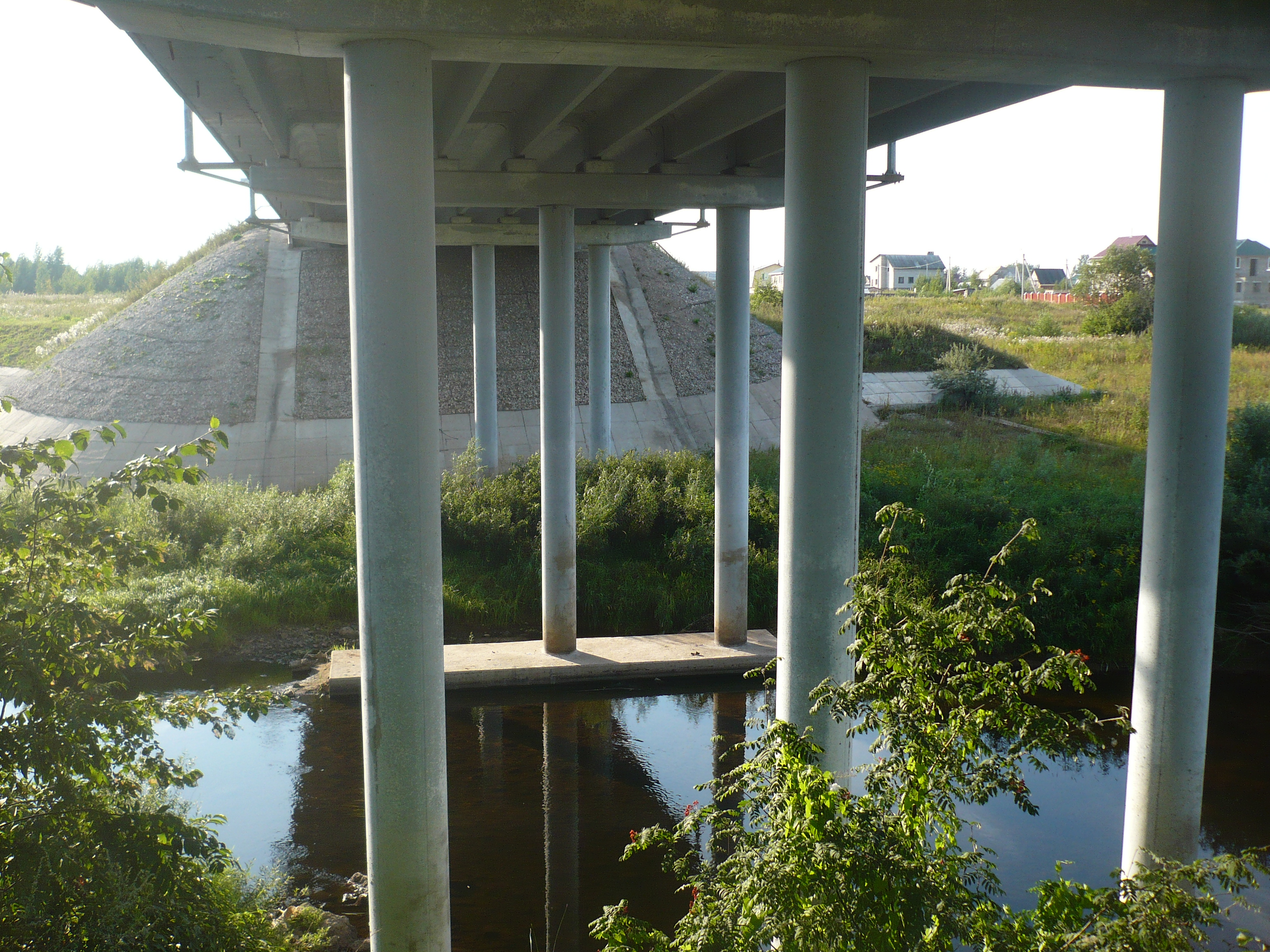